# Kaczorów (Neder-Silezië)
Kaczorów (Duits: Ketschdorf) is een plaats in het Poolse woiwodschap Neder-Silezië. 

## Bestuurlijke indeling
Van 1945 tot 1954 was Kaczorów een zelfstandige (Poolse) gemeente, vanaf 1975 tot aan de grote herindeling van Polen in 1998 viel het dorp bestuurlijk onder woiwodschap Jelenia Góra en vanaf 1998 valt het onder woiwodschap Neder-Silezië, in het district Jaworski. Het maakt deel uit van de gemeente Bolków en ligt op 23 km ten zuidwesten van Jawor en 81 km ten westen van de provinciehoofdstad (woiwodschap) Wrocław.

## Recente geschiedenis
tot 1945 was Kaczorów de Duitse gemeente Ketschdorf. Na de Tweede Wereldoorlog werd het gebied onder Pools bestuur geplaatst en etnisch gezuiverd volgens de naoorlogse Conferentie van Potsdam. De Duitse bevolking werd verdreven en vervangen door Polen.

## Foto's

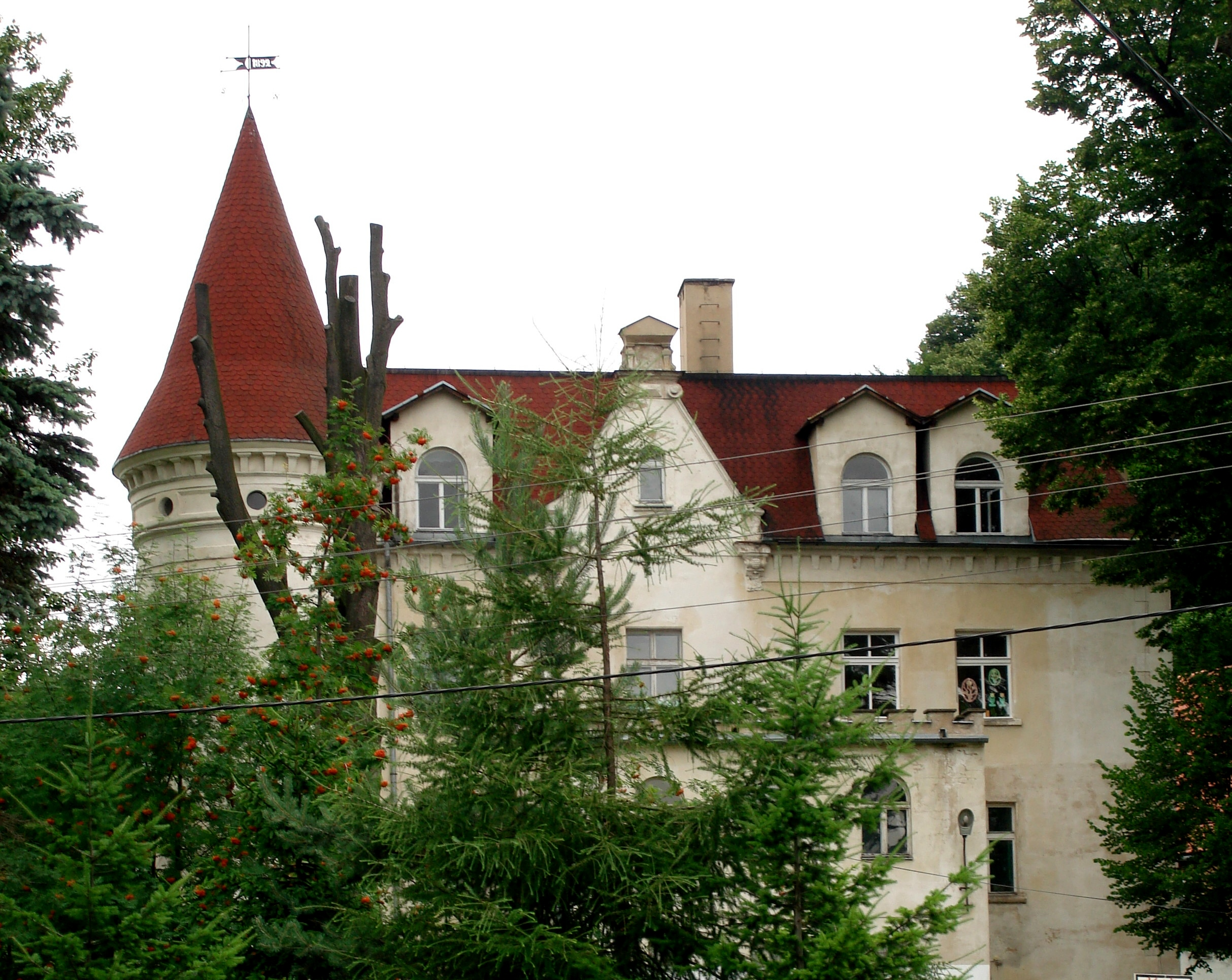
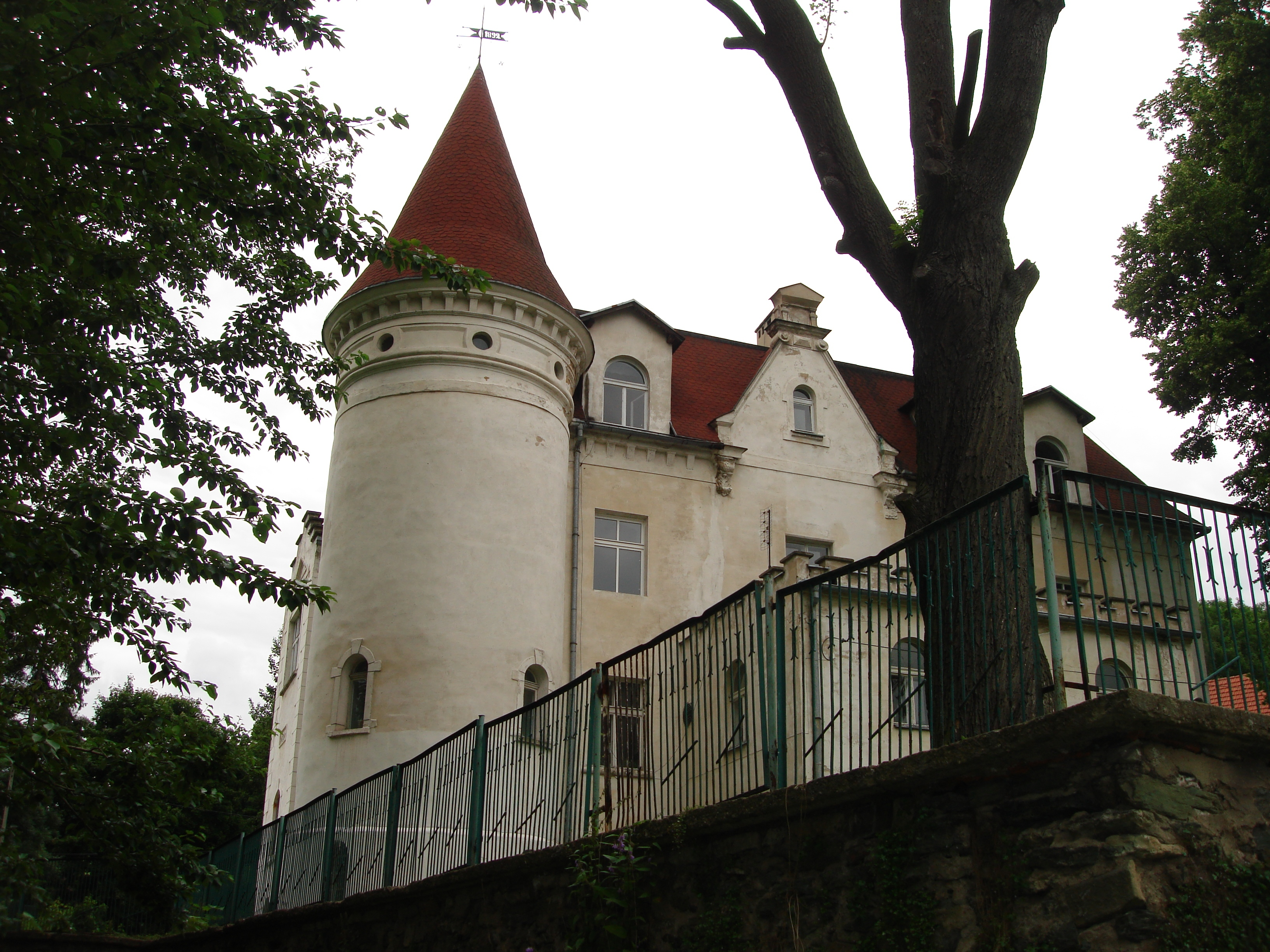
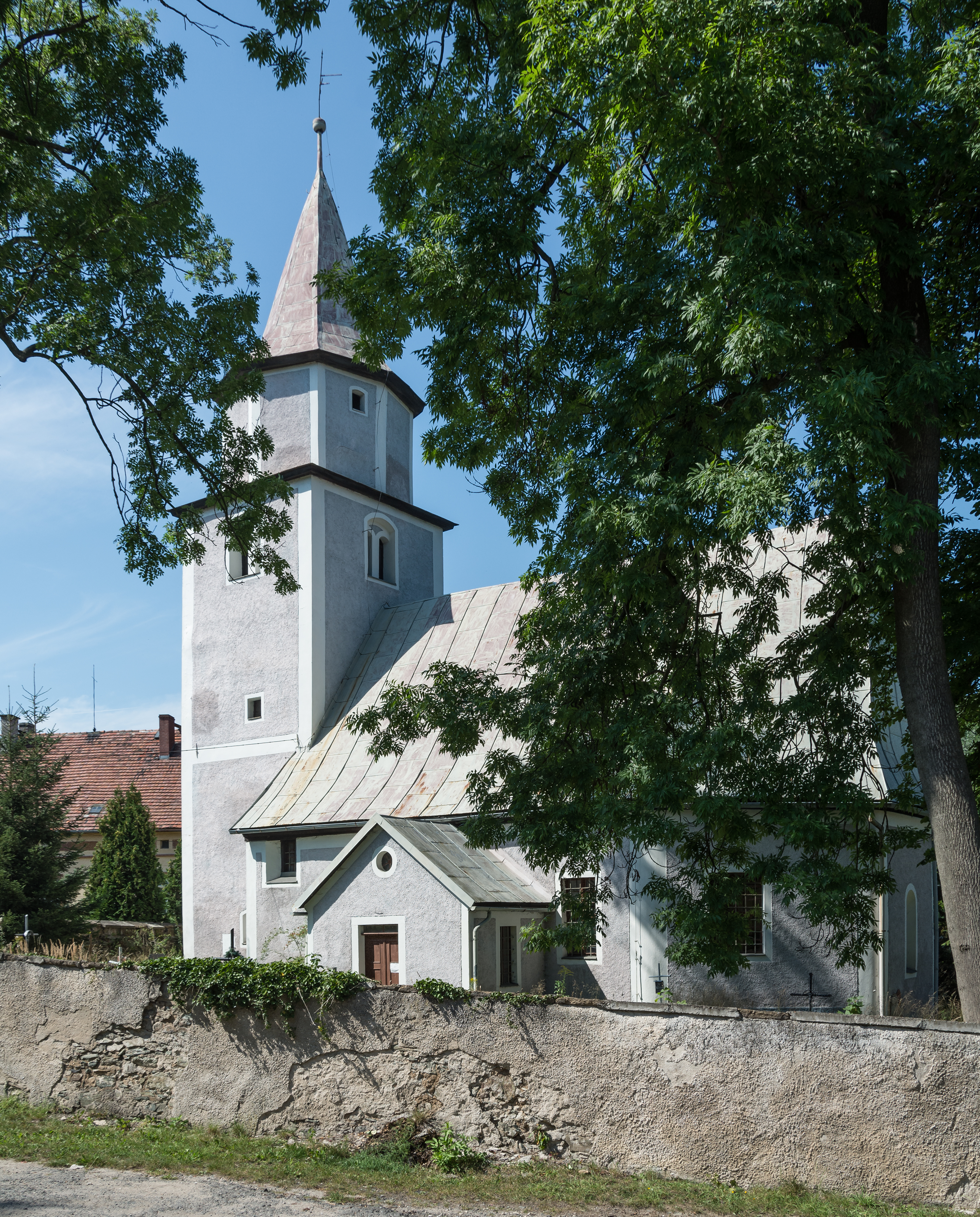
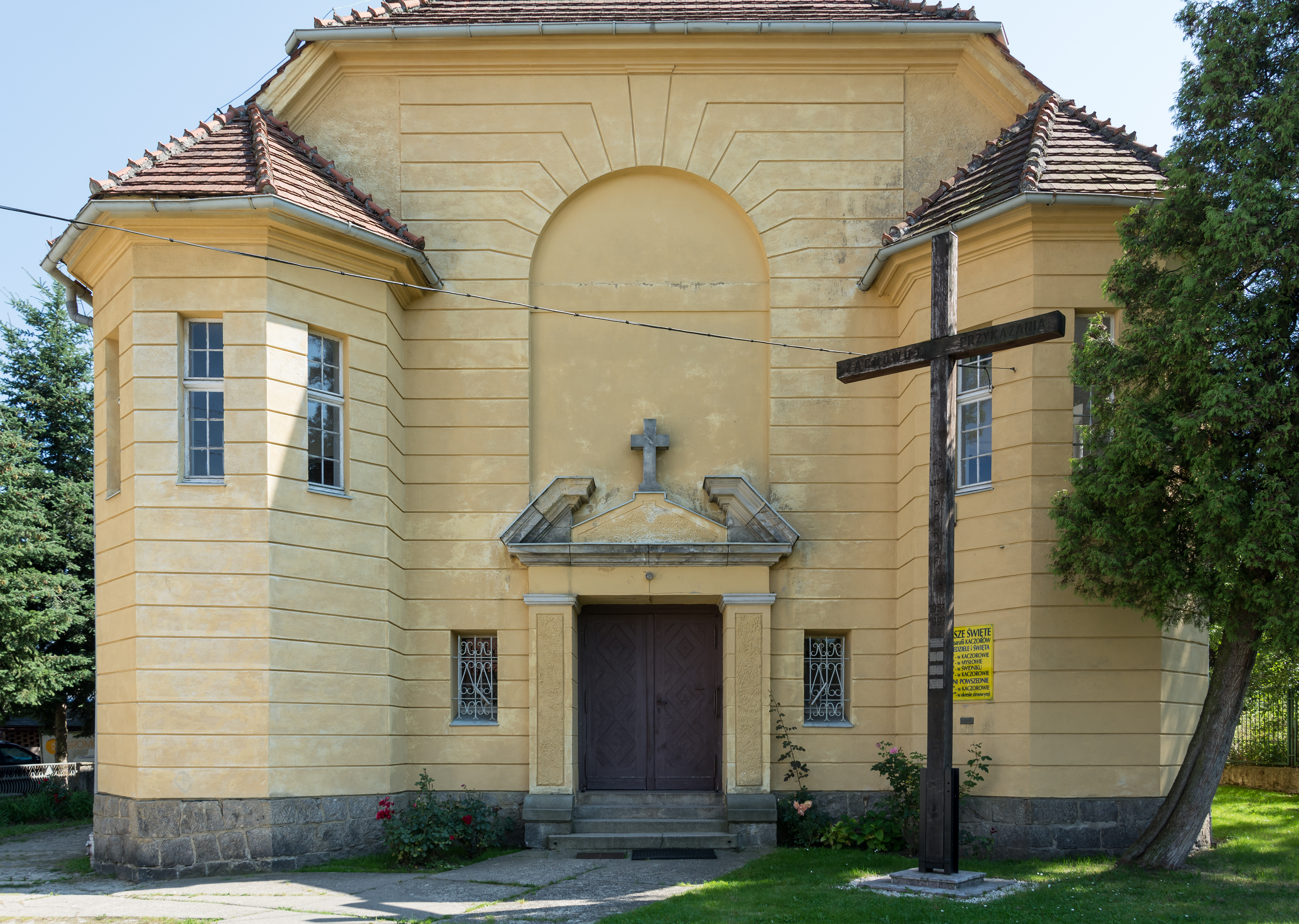
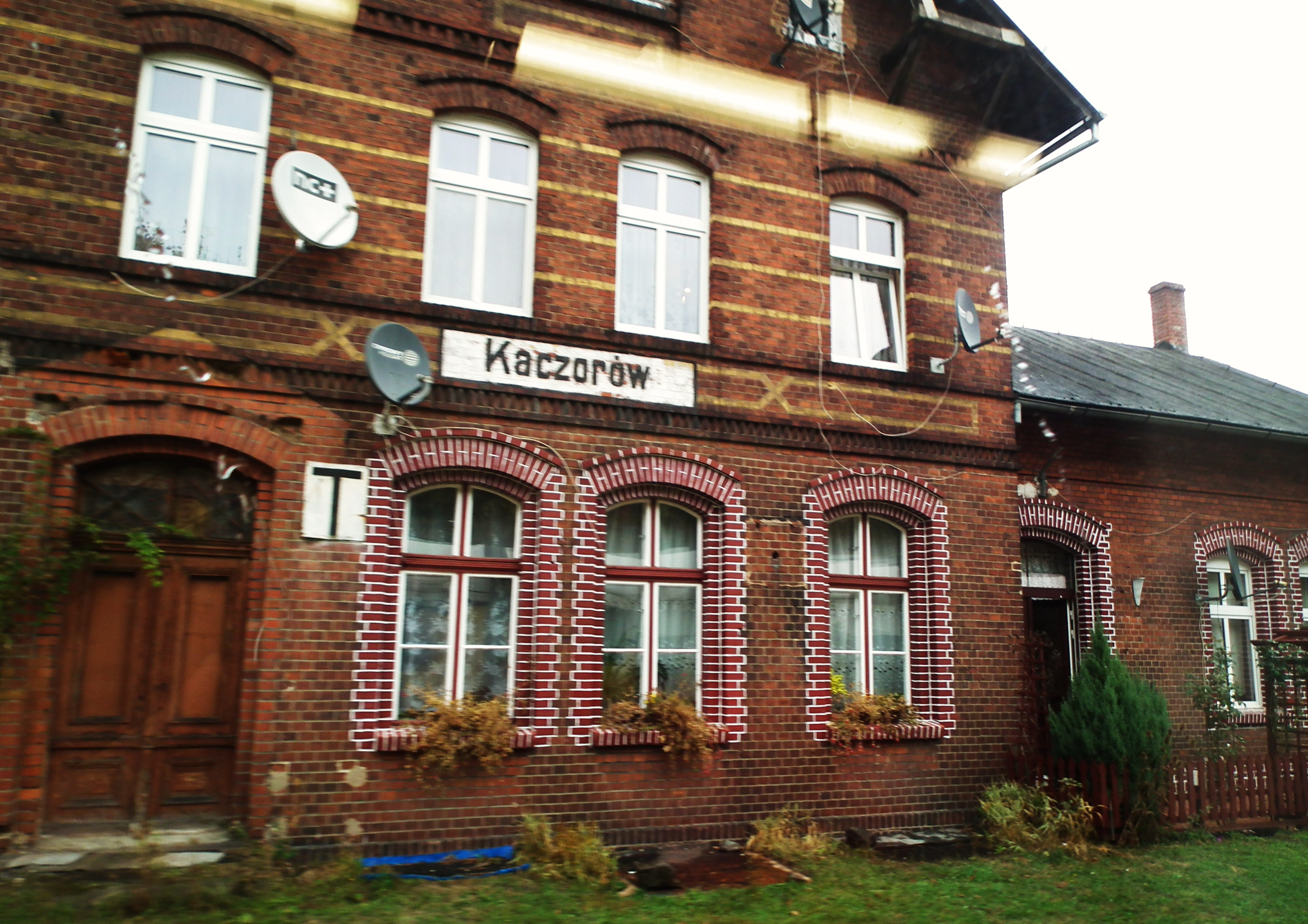

## Naamsgeschiedenis
- Rutengerisdorf
- Kyczdorf
- Kytzsdorf
- Katzdorf
- Kaczindorf
- Keitschdorf
- Katschdorf
- Ketschdorf
- Kaczanów (1945)
- Kaczorów (Heden)

## Verkeer en vervoer
- Station Kaczorów